# Olgaea
Olgaea – rodzaj roślin z rodziny astrowatych (Asteraceae). Należy do niego 17 gatunków. Zasięg rodzaju obejmuje środkową i wschodnią Azję na obszarze od Pakistanu, Uzbekistanu i Kazachstanu po wschodnie i północno-wschodnie Chiny. 

## Morfologia
PokrójWieloletnie rośliny zielne.
LiścieRównowąskie do eliptycznych, pierzasto podzielone, z kolczastymi ząbkami i klapami.
KwiatyZebrane w pojedyncze lub liczne koszyczki wyrastające pojedynczo lub skupione po kilka na końcach pędów. Okrywa dzwonkowata, półkulista do jajowatej ze sztywnymi, skórzastymi listkami o prostych lub odgiętych końcach. Dno koszyczka jest płaskie i pokryte gęstymi, długimi ostkami. Korony kwiatów są purpurowe do niebieskich.
OwoceWąskoeliptyczne do jajowatych niełupki, bocznie spłaszczone, gładkie lub z kilkunastoma żebrami. Puch kielichowy tworzą pierzaste ości wyrastające w 3–5 rzędach.

## Systematyka
Rodzaj z podplemienia Carduinae, plemienia Cardueae podrodziny Carduoideae w obrębie rodziny astrowatych Asteraceae.
Wykaz gatunków
- Olgaea altaica Pjak & Revuschkin
- Olgaea baldshuanica Iljin
- Olgaea chodshamuminensis B.A.Sharipova
- Olgaea eriocephala Iljin
- Olgaea laniceps Iljin
- Olgaea leucophylla (Turcz.) Iljin
- Olgaea lomonossowii (Trautv.) Iljin
- Olgaea longifolia Iljin
- Olgaea nidulans (Rupr.) Iljin
- Olgaea nivea Iljin
- Olgaea pectinata Iljin
- Olgaea petri-primi B.A.Sharipova
- Olgaea roborowskyi Iljin
- Olgaea spinifera Iljin
- Olgaea tangutica Iljin
- Olgaea thomsonii (Hook.f.) Iljin
- Olgaea vvedenskyi Iljin